# Richard Heß (Bildhauer)

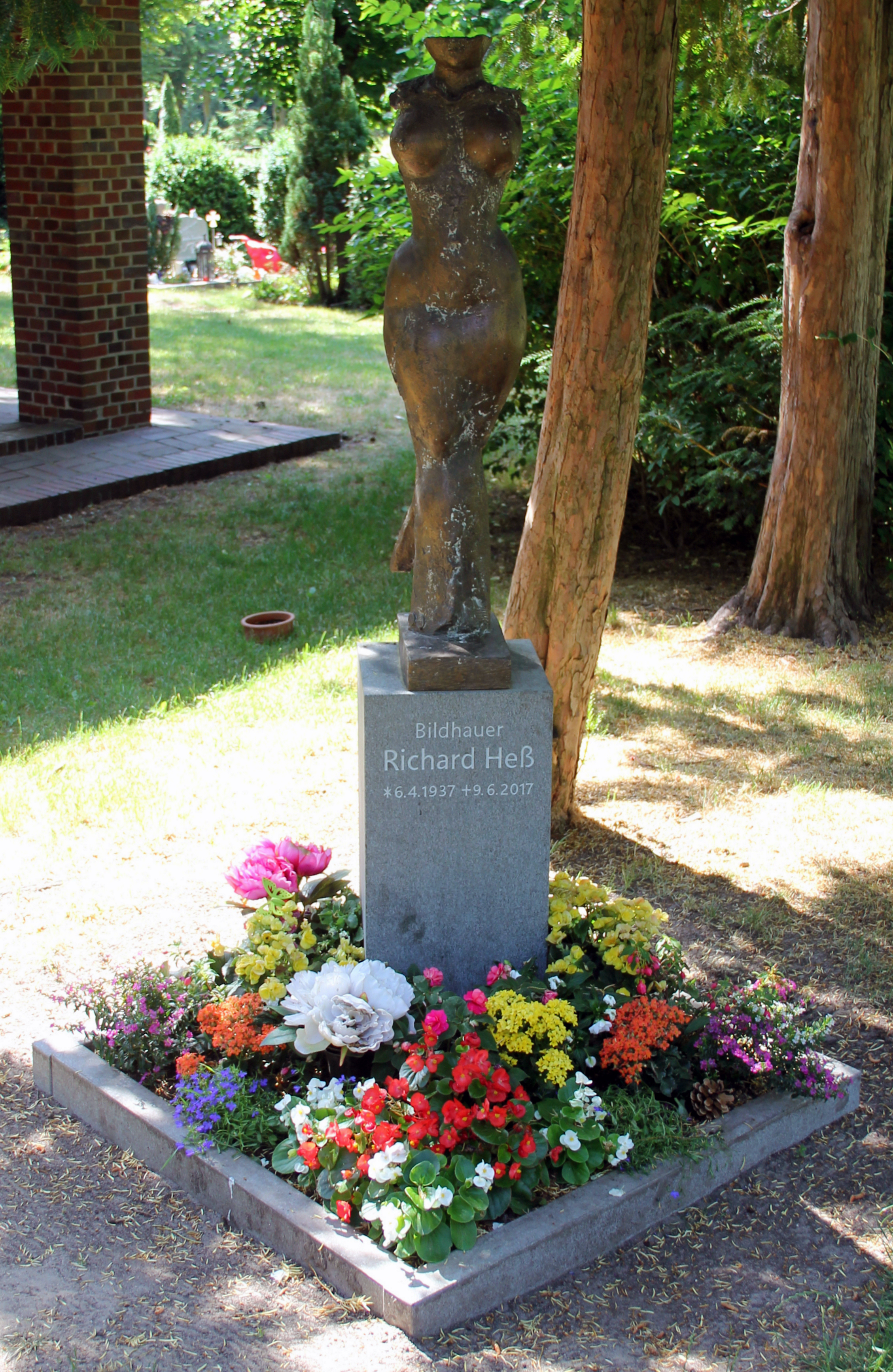
Grabstätte
Friedhof Wilmersdorf

Richard Heß (* 6. April 1937 in Berlin; † 9. Juni 2017 ebenda) war ein deutscher bildender Künstler.

## Leben
In den Jahren 1952 bis 1955 absolvierte Richard Heß zunächst eine Holzbildhauerlehre. Von 1956 bis 1961 studierte er Bildhauerei an der Hochschule der Künste Berlin, bevor er 1961/62 Meisterschüler bei Bernhard Heiliger wurde. Nach dieser Zeit war er zunächst von 1963 bis 1965 freischaffend in Berlin tätig, um dann in den Jahren 1965 bis 1968 Assistent von Jürgen Weber an der Architekturfakultät der Technischen Universität Braunschweig zu werden. Anschließend war er Assistent von Waldemar Grzimek an der Architekturfakultät der damaligen Technischen Hochschule Darmstadt (1968–1971), später an gleicher Stelle Dozent (1971–1980). Im Jahre 1980 folgte er einem Ruf nach Bielefeld, wo er bis zum Jahre 2001 als Professor der dortigen Fachhochschule tätig war. Im selben Jahr kehrte Heß in seine Geburtsstadt Berlin zurück, wo er seitdem lebte und arbeitete. Das Verzeichnis seines plastischen Werks umfasst 724 Arbeiten, 144 davon entstanden für den öffentlichen Raum.
Heß war Mitglied im Bund Bildender Künstler Berlin, im Künstlersonderbund in Deutschland, an der Accademia Nazionale di San Luca, Rom und in der Darmstädter Sezession.

## Skulpturen (Auswahl)

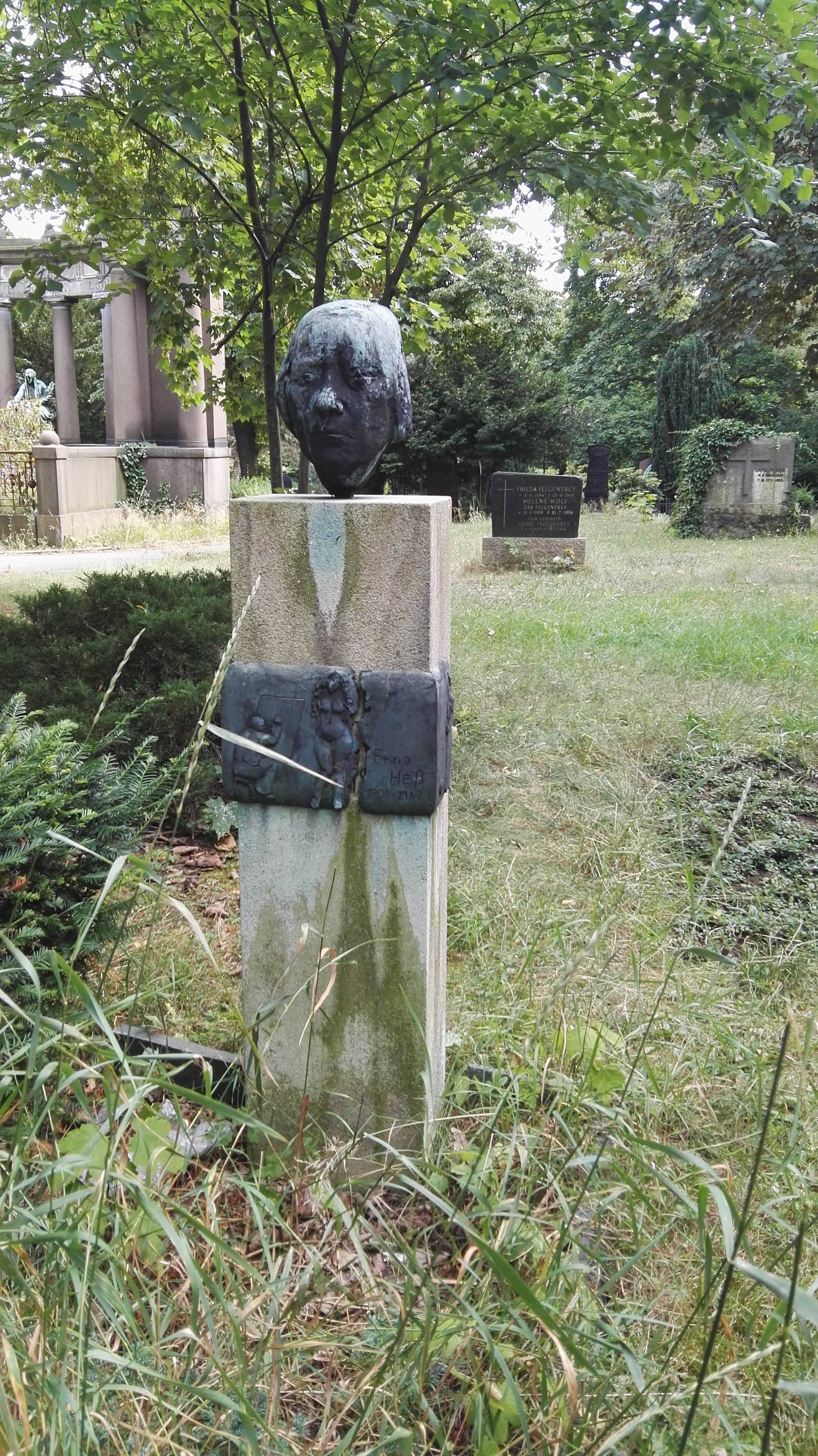
Grab seiner Mutter Erna Heß auf dem Luisenstädtischen Friedhof Berlin
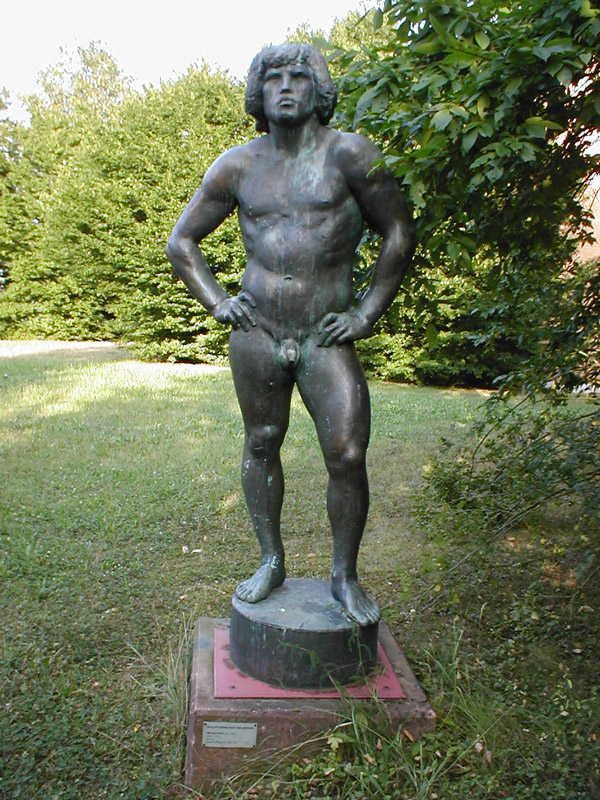
Adam (1973) Heilbronn
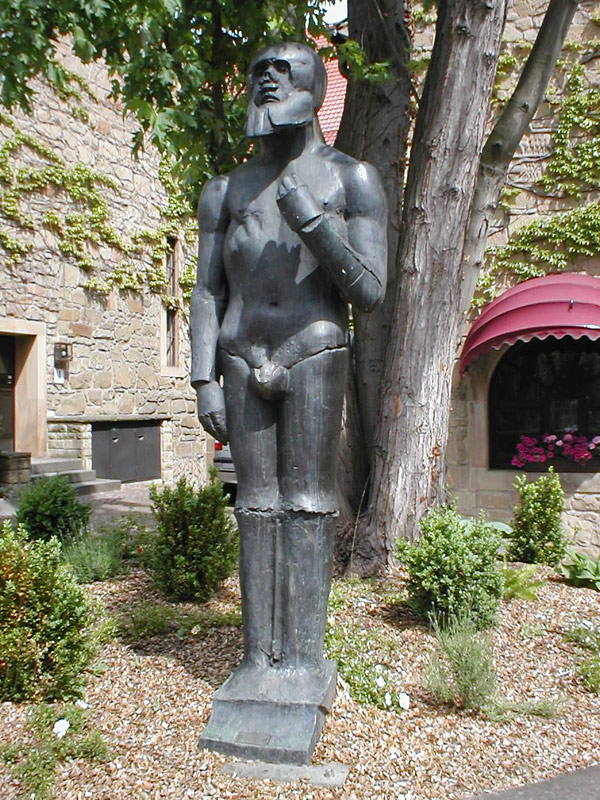
Der Wächter (1980) Güglingen
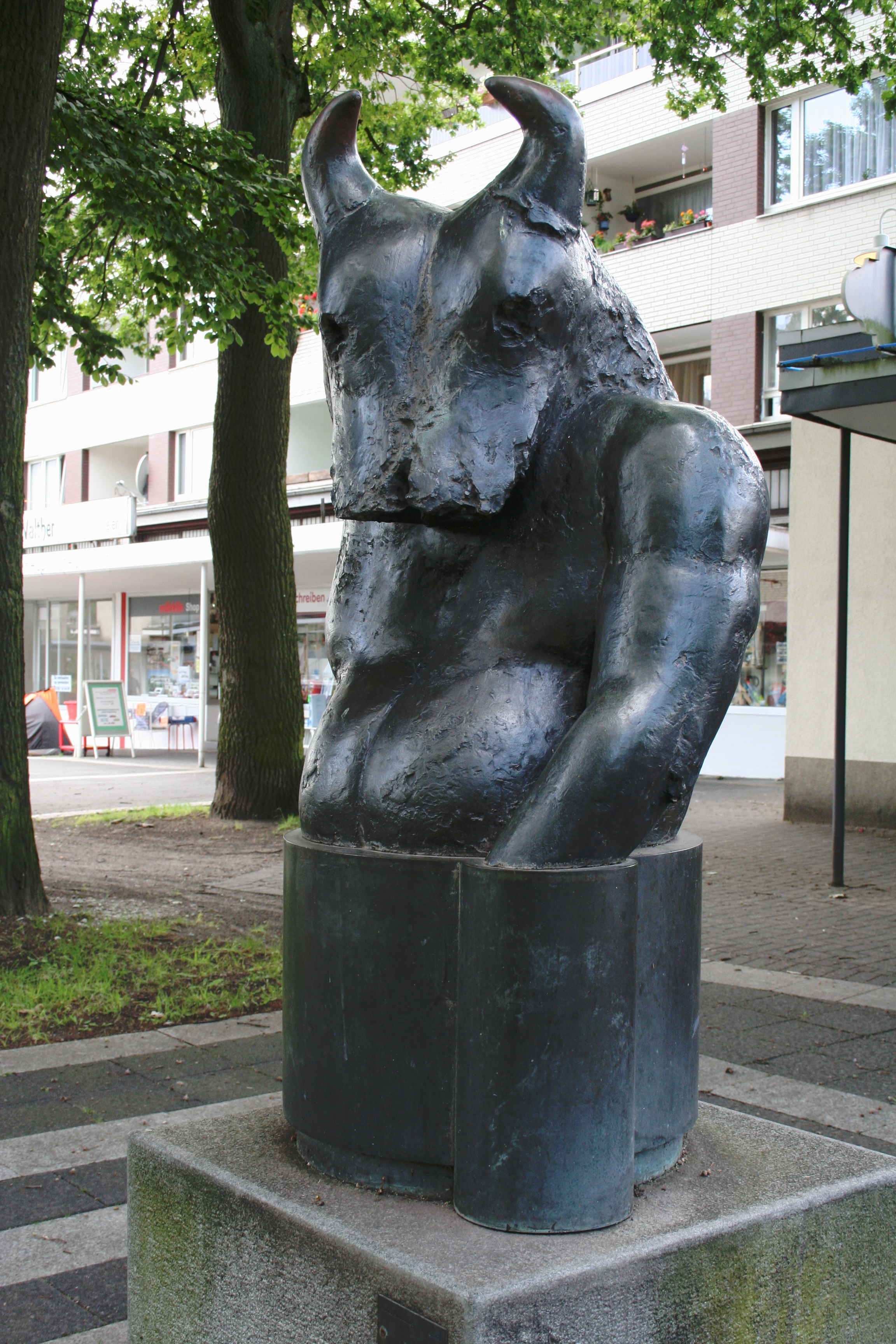
Großer Minotauros (1982) Sennestadt
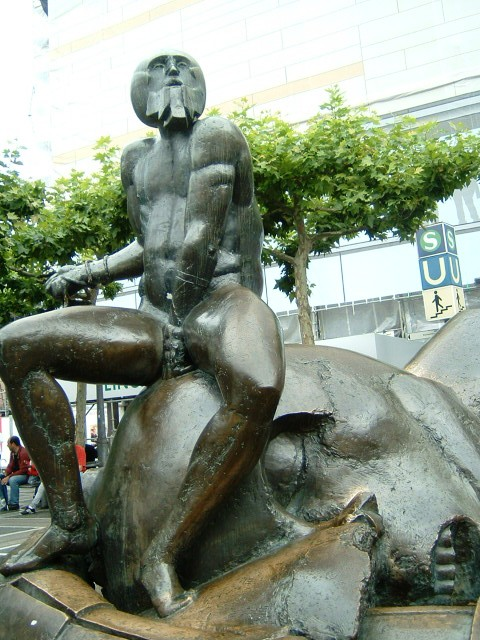
David & Goliath (1983) Frankfurt
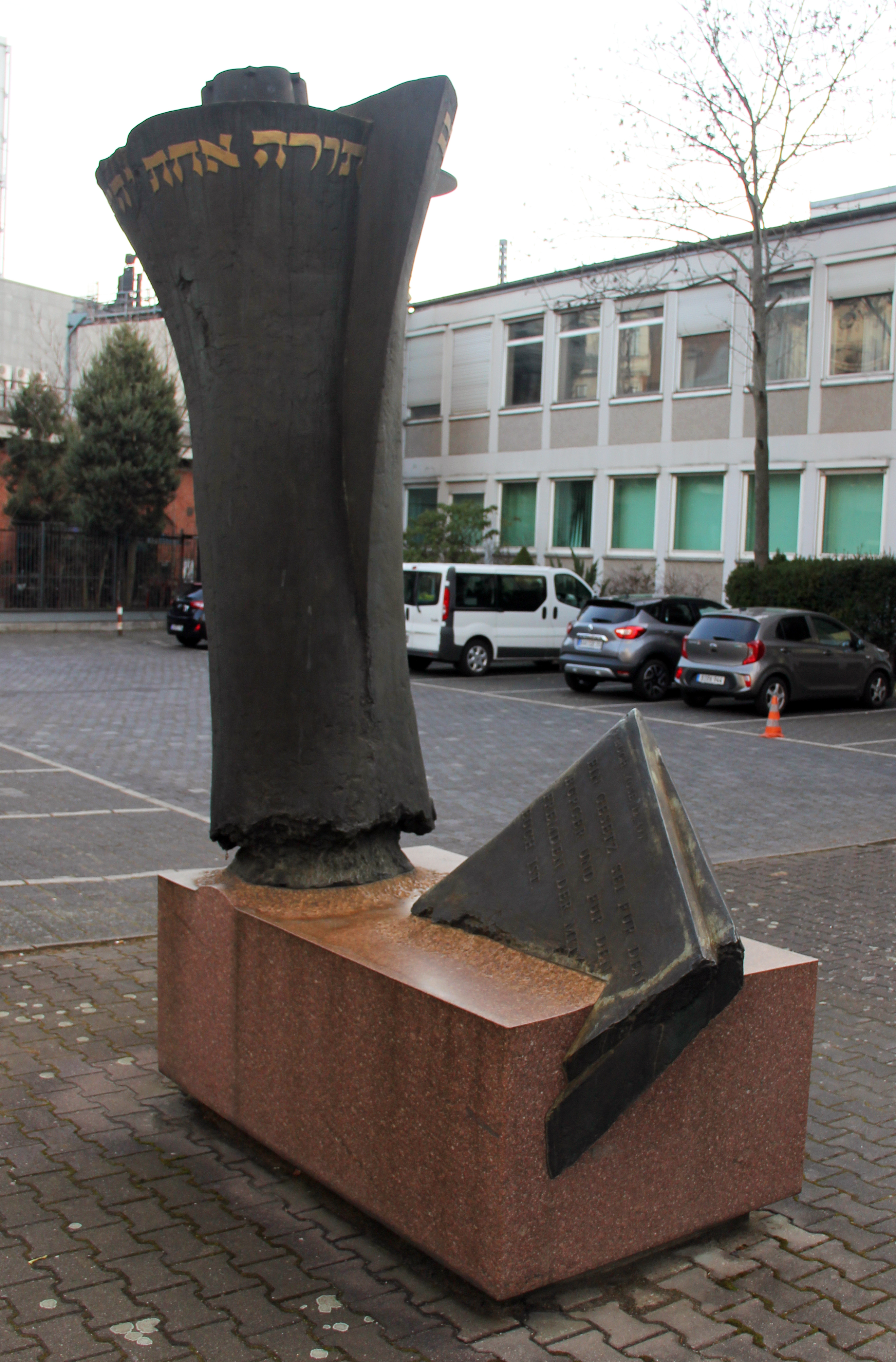
Torarolle (1987) Jüdisches Gemeindehaus Berlin
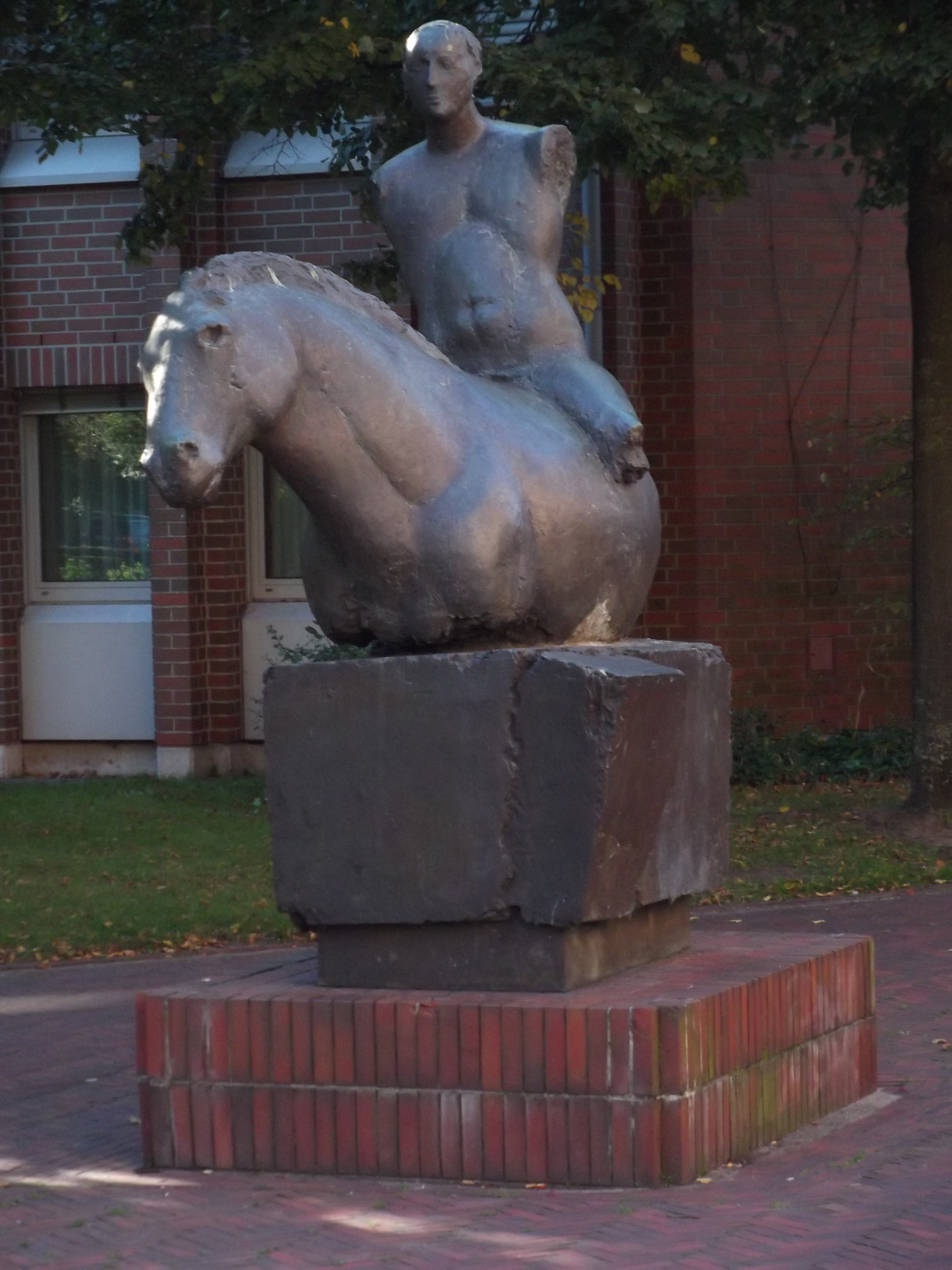
Fragment eines Reiterdenkmals (1990) Oldenburg

## Auszeichnungen
- Kunstpreis für Grafik des Maison de France, Berlin (1958)
- Kunstpreis der Stadt Darmstadt (1980)
- Preis der Skulpturenbiennale Bad Homburg vor der Höhe (1997)
- Korrespondierendes Mitglied der Accademia Nazionale di San Luca, Roma (2005)